# Список норвезьких художників
Алфавітний список норвезьких художників.

## А
- Петер Арбо (1831–1892)
- Ніколай Аструп[ru] (1880-1928)

## Ґ
- Ролф Ґрувен[en] (нар. 11 березня 1943)

## Д
- Ганс Дал (1849–1937)
- Ганс Андреас Дал (1881–1919)

## Е
- Ян Екенес (1847–1920)

## Н
- Амалдус Нільсен (1838-1932)